# Evgueni Ptitchkine
Evgueni Nikolaïevitch Ptitchkine (Евге́ний Никола́евич Пти́чкин), né le 1er juillet 1930 à Moscou et mort le 28 novembre 1993 à Moscou, est un compositeur de musique de variété, d'opérettes et de chansons de films de nationalité russe et de citoyenneté soviétique. Il est fait artiste du Peuple de la RSFSR en 1988.

## Biographie
Il termine en 1957 l'institut pédagogique de musique Gnessine en classe de composition. Il travaille ensuite quelque temps comme preneur de son et régisseur de son à la radio, puis devient compositeur professionnel. C'est au début des années 1960 qu'il commence sa collaboration avec le cinéma.
Sa chanson Les Marguerites se sont cachées rencontre un grand succès dans le film Ma rue (1970) de Leonid Mariaguine. Ses chansons sont interprétées dans plus de soixante-dix films soviétiques par de grands interprètes, comme Anna German, Joseph Kobzon, Édouard Khil, Maïa Kristalinskaïa, Lioudmila Zykina, Valentina Tolkounova ou encore Lioudmila Gourtchenko.
Il meurt à Moscou et est enterré au cimetière de Kountsevo.

## Filmographie partielle
- 1968 : Deux Copains de régiment (Служили два товарища) d'Evgueni Karelov (ru)
- 1976 : Deux capitaines (Два капитана) d'Evgueni Karelov (ru)
- 1983 : L'Invincible (Непобедимый) de Youri Boretski